# 奥村和一
奥村 和一（おくむら わいち、1924年7月25日 - 2011年5月25日）は、元日本兵、敗戦後も中国山西省に残留し、ドキュメント映画「蟻の兵隊」の主人公である。

## プロフィール
新潟県生まれ。早稲田大学専門部商科在学中の1944年に徴兵され、北支派遣軍第1軍独立混成第3旅団に配属。
中国山西省寧武で停戦を迎えるが、上官から残留を命じられ、国民党側の日本軍部隊員として人民解放軍と戦闘を続行したが1948年に人民解放軍の捕虜となり、1954年帰国。
当時の厚生省は、残留兵を「志願兵」とみなして「現地除隊扱い」とし、原則として恩給等を補償しないという姿勢であり2005年には本件で最高裁判所に上告したが敗訴している。仮に日本政府がこれを軍命による残留と認めると、ポツダム宣言に定める日本軍の武装解除に違反することになるとされる。
2011年5月25日、胆嚢癌のため死去。